# Gobierno de Eduardo Santos Montejo
El Gobierno de Eduardo Santos Montejo se dio entre el 7 de agosto de 1938 y el 7 de agosto de 1942, en Colombia, fue el tercero del periodo conocido como la República Liberal (1930-1946), entre el primer (1934-1938) y el segundo (1942-1945) gobierno de Alfonso López Pumarejo.

## Llegada al poder
Su elección se dio en medio de la abstención del Partido Conservador, el 1 de mayo de 1938, siendo el candidato único del Partido Liberal, y un respaldo del Partido Comunista, a pesar de que Santos quería distanciarse del denominado Frente Popular (alianza de liberales y comunistas), tuvo 511.947 votos.

## Gabinete ministerial
| Ministerio                                       | Imagen | Nombre                        | Partido         | Periodo   |
| ------------------------------------------------ | ------ | ----------------------------- | --------------- | --------- |
| (Canciller) Ministro de Relaciones Exteriores    |        | Francisco Samper Madrid       | Partido Liberal | 1938      |
| (Canciller) Ministro de Relaciones Exteriores    |        | Luis López de Mesa            | Partido Liberal | 1938-1942 |
| Ministro de Gobierno                             |        | Carlos Lozano y Lozano        | Partido Liberal | 1938-1940 |
| Ministro de Gobierno                             |        | Alfonso Araujo                | Partido Liberal | 1940      |
| Ministro de Gobierno                             |        | Jorge Gartner                 | Partido Liberal | 1940-1942 |
| Ministro de Gobierno                             |        | Luis Tamayo                   | Partido Liberal | 1942      |
| Ministro de Hacienda                             |        | Carlos Lleras Restrepo        |                 | 1938-1941 |
| Ministro de Hacienda                             |        | Gonzalo Restrepo              |                 | 1941      |
| Ministro de Hacienda                             |        | Carlos Lleras Restrepo        |                 | 1941-1942 |
| Ministro de Guerra                               |        | José Joaquín Castro Martínez  |                 | 1938-1941 |
| Ministro de Guerra                               |        | Gonzalo Restrepo              |                 | 1941-1942 |
| Ministro de Economía Nacional                    |        | Jorge Gartner                 |                 | 1938-1940 |
| Ministro de Economía Nacional                    |        | Miguel López Pumarejo         |                 | 1940-1941 |
| Ministro de Economía Nacional                    |        | Mariano Roldan                |                 | 1941      |
| Ministro de Economía Nacional                    |        | Gonzalo Restrepo              |                 | 1941      |
| Ministro de Economía Nacional                    |        | Marco Aurelio Arango          |                 | 1941-1942 |
| Ministros de Trabajo, Higiene y Previsión Social |        | Alberto Jaramillo Sánchez     |                 | 1938-1939 |
| Ministros de Trabajo, Higiene y Previsión Social |        | José Joaquín Caicedo Castilla |                 | 1939-1942 |
| Ministro de Minas y Petróleos                    |        | Juan Pablo Manotas            |                 | 1940-1941 |
| Ministro de Minas y Petróleos                    |        | Néstor Pineda                 |                 | 1941-1942 |
| Ministro de Educación                            |        | Alfonso Araujo                | Partido Liberal | 1938-1940 |
| Ministro de Educación                            |        | Jorge Eliecer Gaitán          | Partido Liberal | 1940-1941 |
| Ministro de Educación                            |        | Guillermo Nannetti            | Partido Liberal | 1941      |
| Ministro de Educación                            |        | Juan Lozano y Lozano          | Partido Liberal | 1941-1942 |
| Ministro de Educación                            |        | Germán Arciniegas             | Partido Liberal | 1942      |
| Ministro de Obras Públicas                       |        | Abel Cruz Santos              |                 | 1938-1940 |
| Ministro de Obras Públicas                       |        | Francisco Rodríguez Moya      |                 | 1940-1941 |
| Ministro de Obras Públicas                       |        | José Gómez Pinzón             |                 | 1941-1942 |
| Ministro de Correos y Telégrafos                 |        | Alfredo Cadena D'Costa        |                 | 1938-1941 |
| Ministro de Correos y Telégrafos                 |        | Luis Buenahora                |                 | 1941-1942 |

## Política interna
Su gobierno se conoció como La gran pausa, en contraste con el gobierno anterior de Alfonso López Pumarejo conocido como la Revolución en Marcha. Su gobierno promovió que para el centenario de Francisco de Paula Santander en 1940, llamar a las plazas y parques principales de los municipios Santander en homenaje al prócer.

### Creación del Ministerio del Trabajo
Para 1938, fue creado el Trabajo, Higiene y Previsión Social, el primer ministro de la cartera fue Alberto Jaramillo Sánchez. Aprobó el sindicalismo en el país, se estableció el descanso remunerado de los domingos y festivos para los trabajadores del país. También creó el Ministerio de Minas y Petróleo.

## Orden Público

### Accidente aéreo de Santa Ana
El 24 de julio de 1938, ocurrió el Accidente aéreo de Santa Ana, donde un avión Hawk II F11C de la Fuerza Aérea Colombiana, impactó en la tribuna de los asistentes al evento, entre los que se encontraban Santos, López Pumarejo y Misael Pastrana, que quedó afectado por el accidente en sus nervios faciales. Dos hermanas del político liberal Julio César Turbay, fallecieron en el accidente.

### La Violencia
El 8 de enero de 1939, se presentó la Masacre de Gachetá (Cundinamarca) donde fueron asesinados 9 conservadores y varios heridos. Este hecho motivo la oposición de Laureano Gómez.

### Reforma a la Policía Nacional
El decreto 343 del 21 de febrero de 1940, estructuró la Escuela de Cadetes de Policía General Santander, y nombró a Luis Andrés Gómez como su primer director y el decreto 776 del 14 de abril del 1940, asigno las funciones, los objetivos y los recursos para la dotación de la escuela. El 16 de mayo de 1940 se fundó oficialmente como una escuela de formación general para todos los aspirantes, oficiales, suboficiales, agentes, detectives y demás funcionarios administrativos o técnicos de la Policía Nacional.  Su gobierno entregó los cuarteles de Pamplona, Tunja y Manizales.

## Economía

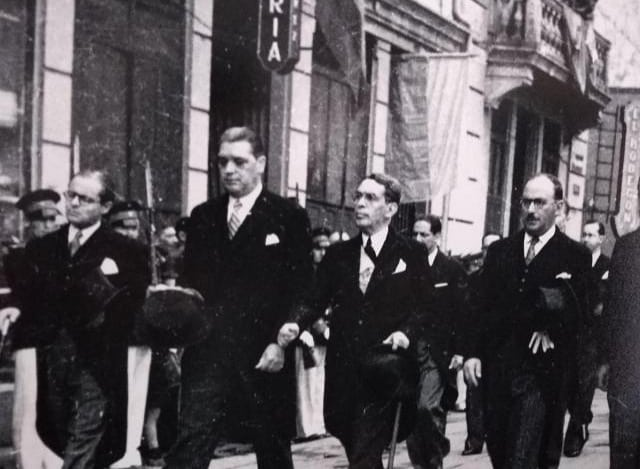
Marcha presidencial rumbo al Capitolio, 7 de agosto de 1938

### Incentivos al café
Fortaleció el Banco Cafetero y creó el Fondo Nacional del café, buscando fortalecer la Federación Nacional de Cafeteros. Promovió la firma del Pacto Internacional Americano de Cuotas, en 1940, para buscar estandarizar los precios del café.

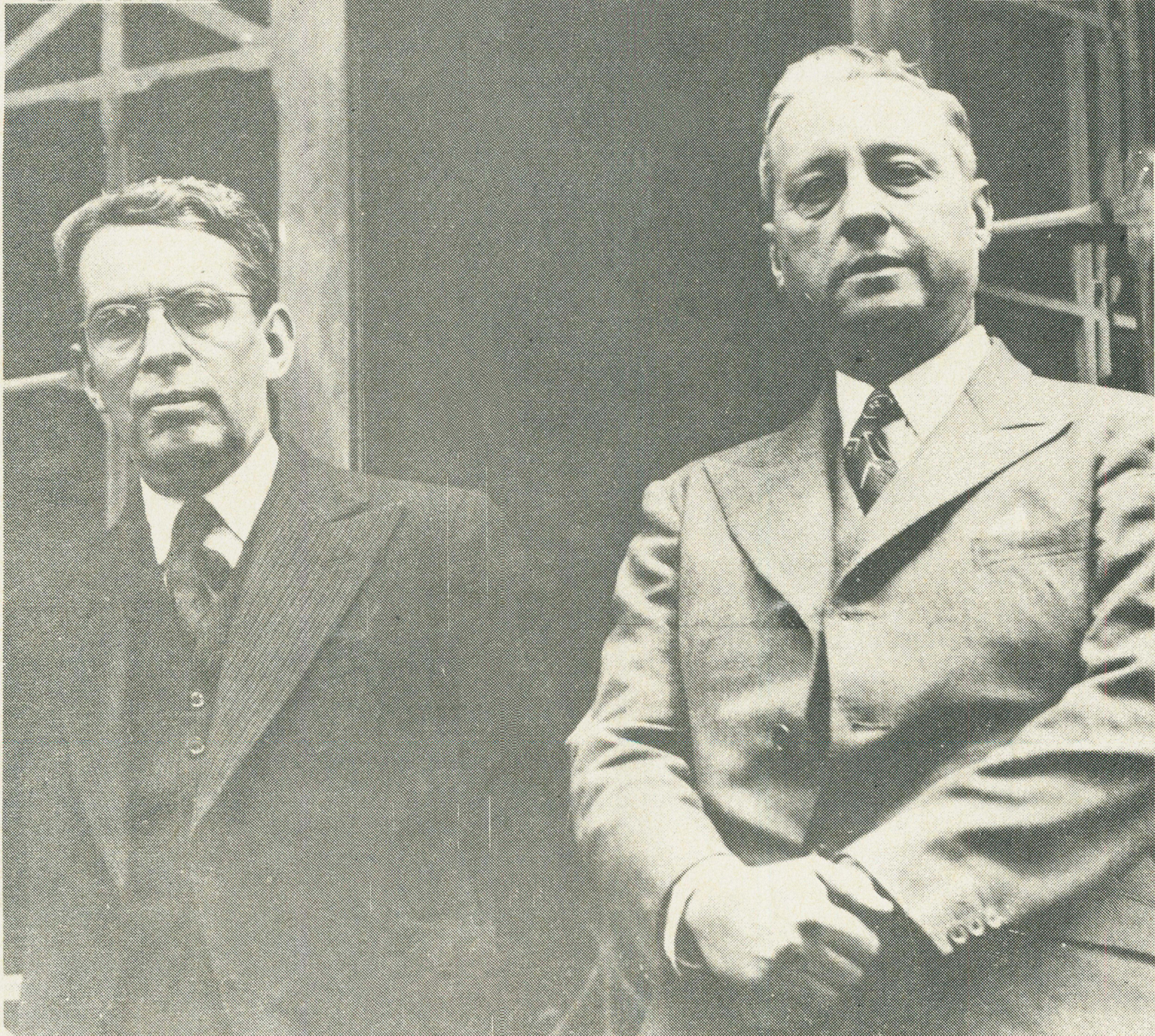
Santos con el político "Pepe" Vives.

### Creación de entidades
Se crearon: el Instituto de Fomento Industrial (IFI) para ayudar a crear nuevas industrias en el país; el Instituto de Fomento Municipal; el Banco Central Hipotecario (BCH), el Instituto Nacional de Alimentos, el Instituto de Crédito Territorial (ICT), el Fondo de Estabilización Monetaria, granjas industriales, el Fondo Nacional de Ganadería, inició el proyecto de la Flota Mercante Gran Colombiana junto a Ecuador y Venezuela, y la Empresa de Teléfonos de Bogotá.Además se crearon la Superintendencia Nacional de Importaciones y se  fortaleció la Compañía Nacional de Navegación y la Industria Colombiana de Fertilizantes. Aumentó el capital de la Caja de Crédito Agrario, Industrial y Minero. Se unificó la deuda interna, impidió la baja de circulante y se estabilizó el tipo de cambio.

### Creación del Ministerio de Minas y Petróleo
En 1940 fue creado el Ministerio de Minas y Petróleo, quitándole la competencia de estos asuntos al Ministerio de industrias.

### Obras públicas
Su gobierno financió la construcción de ferrocarriles, puertos y carreteras, y obras para el degrado del río Magdalena. Se propuso la construcción de una carretera que uniera a los departamentos de Antioquia, Córdoba, Sucre, y Bolívar. Uniendo a Colombia y Panamá en menos tiempo, el proyecto quedó aplazado.  Se construyeron el Teatro La Media Torta, el Estadio Alfonso López Pumarejo de la Universidad Nacional, la Avenida del Centenario, las salas Jiménez de Quesada y el Aeropuerto de Techo en Bogotá.

## Relaciones internacionales

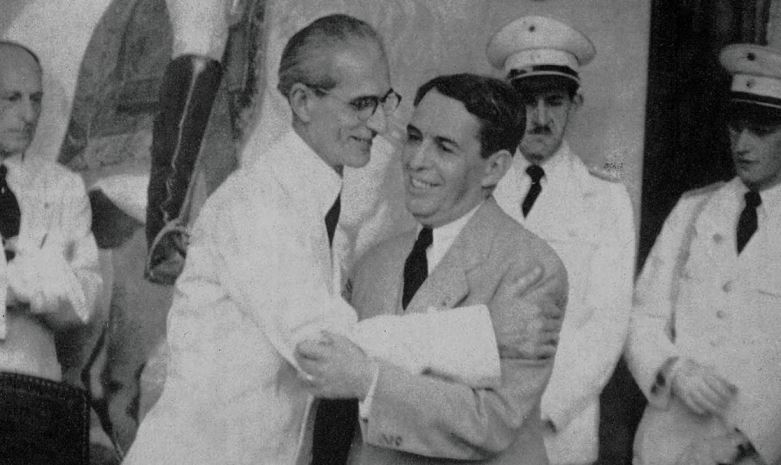
Eduardo Santos y el Presidente de Venezuela Eleazar López Contreras, en 1941.

### Relaciones con países americanos
Logró la firma del Pacto Internacional Americano de Cuotas en 1940, que permitió a Colombia aumentar la exportación del café.
Elevó a la categoría de embajadas las legaciones de Argentina, Ecuador, Estados Unidos, Chile, México y Venezuela. 
El 5 de abril de 1941, firmó con el gobierno venezolano el Tratado López de Mesa-Gil Borges de no agresión, amistad, cooperación y límites.
El 26 de mayo de 1942, recibió al presidente peruano Manuel Prado Ugarteche en Bogotá.

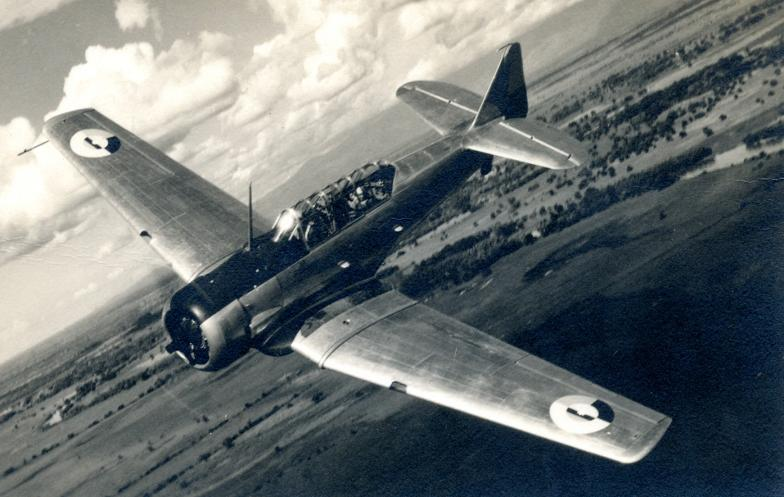
Es la primera aeronave de segunda generación que adquirió la Fuerza Aérea Colombiana durante la Segunda Guerra Mundial. El North American T-6 Texan entró al servicio en 1940.

### Colombia en la Segunda Guerra Mundial
La II Guerra Mundial, iniciada en septiembre de 1939, un año después de la posesión de Santos, quien el 1 de septiembre de ese año, declaró públicamente el deseo de mantener al país en la neutralidad. El siguiente es un fragmento de su discursoː

"Ante la gravedad de los sucesos que se desarrollan en Europa quiero reiteraros la firme resolución del gobierno de Colombia -unánimemente respaldado por su pueblo- de proceder en estrecho acuerdo con los gobiernos de América (...) sobre la base de los principios de solidaridad (y) en la defensa de los bienes esenciales que nos son comunes..."
Eduardo Santos Montejo, 1° de septiembre de 1939

Inicialmente, Colombia prestó ayuda logística a Estados Unidos (que, desde hacía pocos años, se había convertido en aliado estratégico del país), incluyendo cooperación económica, uso del suelo colombiano para bases militares estadounidenses, y a partir de 1940, seguimiento a ciudadanos de las naciones que pertenecían al Eje Berlín-Roma-Tokio, que estaban residenciados en Colombia.
El país se mantuvo no beligerante en el transcurso del conflicto, pero para finales de 1941, y con el ataque de los japoneses a Pearl Harbor, comenzó a cooperar de manera mucho más comprometida con Estados Unidos. Santos apoyó la expulsión de alemanes del país, debido a la alianza ideológica de Colombia con los norteamericanos dirigidos por Roosevelt. Si bien Santos no envió tropas a la guerra, si prestó asistencia a las tropas norteamericanas. También se rompieron relaciones diplomáticas con los países del Eje.
Así mismo, ideológicamente, Santos se mostró más inclinado hacia los aliados que hacia el Eje, mostrándose como colaborador asiduo de los Estados Unidos al estilo del gobierno de Enrique Olaya Herrera, pese a la constante oposición de los conservadores, quienes estaban más cercanos al nazismo por su líder Laureano Gómez. La colaboración de Santos con el presidente Roosevelt llevó a que internacionalmente se reconociera a Colombia como un aliado clave de Estados Unidos en la región.
Dentro de las polémicas por su colaboracionismo con Estados Unidos, durante el mandato de Santos se produjo el cambio de nombre de la aerolínea Sociedad Colombo-Alemana de Transportes Aéreos por Avianca, supuestamente para cortar cualquier nexo de Colombia con Alemania, aunque en realidad esto se dio por la fusión de la Sociedad Colombo-Alemana de Transportes Aéreos con la empresa Servicio Aéreo Colombiano, en junio de 1940.

### Migración europea
Acogió a inmigrantes europeos que huían de la Guerra civil española y la dictadura de Francisco Franco, de regímenes totalitarios  a quienes les ofreció asilo político y trabajo y recibió también a refugiados de la Segunda Guerra Mundial, como el etnólogo francés Paul Rivet, quien creó el Instituto Etnológico Nacional, predecesor del actual Instituto Colombiano de Antropología e Historia.

## Sociedad
Su gobierno creó la Radiodifusora Nacional de Colombia el 1 de febrero de 1940, en Bogotá. El entonces Instituto Geográfico Militar y Catastral pasa a ser una entidad civil, pasa a ser dependencia del Ministerio de Hacienda y Crédito Público, con el nombre de Instituto Geográfico Militar y Catastral, debido a que lleva a cabo el levantamiento del Catastro Nacional.
En su gobierno se creó el Instituto Caro y Cuervo, el 24 de agosto de 1942. Además creó el Museo de Arte Colonial en 1942.
Se establece por los decretos 1340 de 1941 y 1333 de 1942, la celebración del 29 de abril como día del árbol en Colombia.

## Controversias

### Intento de Concordato de 1939
Colombia realizó negociaciones de Concordato con la Santa Sede, donde restringía el poder de la Iglesia Católica en la sociedad y el Estado. Las negociaciones tuvieron oposición de Laureano Gómez, acusándolas como favorecedoras de la masonería (ya que Santos era masón). La cercanía de Gómez con el fascismo llevó a una confrontación con Santos, puesto que también se opuso a la adhesión de Colombia a la causa estadounidense contra Alemania.

### Adquisición de automóvil presidencial
En 1941 fue adquirido un automóvil Cadillac Phaeton para el transporte presidencial. Esto fue objeto de críticas, dado que los equipos especializados que le incorporaron al vehículo para su mejora excedían el valor del presupuesto inicial. El carro estaba hecho para alcanzar grandes velocidades, pero se desaprovechó por completo esa función pues no podía desplazarse a gran velocidad en las caravanas presidenciales.

### Demolición de la Iglesia de Santo Domingo
Ordenó la demolición de la iglesia de Santo Domingo para construir el Palacio de Comunicaciones, una decisión con mucha oposición y que en la actualidad se considera que acarreó una de las mayores pérdidas patrimoniales de Bogotá. La construcción en la actualidad se conoce como Edificio Manuel Murillo Toro, nombrado así por el presidente homónimo, y que hoy es la sede del Ministerio de Tecnologías de la Información y la Comunicación.

### Injerencia en las elecciones presidenciales de 1942
Para las elecciones presidenciales del 3 de mayo de 1942, Santos y un sector de derecha del Partido Liberal, trató de evitar el regreso de López Pumarejo al poder, poniéndole en el camino a su copartidario Carlos Arango Vélez. En las elecciones de marzo de 1941, un tercio del Congreso elegido resultó lopista , otro tercio, anti-reeleccionista y el otro, conservador.  Sin embargo, López contó con el apoyo de los liberales y los comunistas, derrotando en las urnas a Arango, apoyado por los conservadores, y convirtiéndose en presidente por segunda ocasión.